# مات مارتن (سياسي)
مات مارتن (ولد في 4 مارس 1984)  سياسي في شيكاغو وعضو في الجناح 47 للمدينة.  فاز بالانتخاب لهذا المكتب في انتخابات عام 2019 في شيكاغو ، وتولى منصبه كعضو في مجلس مدينة شيكاغو في مايو 2019. يحتوي الجناح 47 على كل أو أجزاء من نورث سينتر و لينكولن سكوير و ليكفيو و ابتاون .

## النشأة و المسيرة المهنية
ولد مات مارتن في أريزونا ودرس في جامعة نورث وسترن في منحة دراسية للموسيقى ، حيث تخصص في دراسات موسيقى الجاز والعلوم السياسية .   تخرج في وقت لاحق من كلية الحقوق بجامعة هارفارد .  عمل مارتن لاحقًا كمحامي للحقوق المدنية في مكتب المدعي العام في إلينوي ،  وشارك في تأسيس جمعية قلب لينكولن سكوير الجيران.  